# Leucocelis amoena
Leucocelis amoena är en skalbaggsart som beskrevs av Louis Albert Péringuey 1907. Leucocelis amoena ingår i släktet Leucocelis och familjen Cetoniidae. Inga underarter finns listade i Catalogue of Life.